# Нородом Кантол
Нородом Кантол (кхмер. អ្នកអង្គម្ចាស់ នរោត្តម កន្តុល; 15 вересня 1920–1976) — камбоджійський принц, дипломат, державний і політичний діяч, прем'єр-міністр країни від 1962 до 1966 року.

## Життєпис
Був правнуком короля Нородома, по материнській лінії — онуком короля Манівона.
Навчався в коледжі Сісавата (Пномпень), ліцеї Альбера Сарро (Сайгон) й Університеті Нансі (Франція). Після повернення до Камбожді служив у муніципальному керівництві Пномпеня.
Згодом працював у посольстві Камбоджі в США та першим дипломатичним представником Камбоджі в Японії.
6 жовтня 1962 року був призначений на пост голови уряду, в якому одночасно утримував портфель міністра закордонних справ. Його кабінет подав у відставку в березні 1963 року, втім коли король Сіанук почав погрожувати призначенням загальних виборів, уряд повернувся до роботи. Нородом Кантол знову подав у відставку 24 грудня 1964 року, проте вже наступного дня Національна асамблея повернула його на посаду голови уряду. Таким чином Кантол залишався на посту прем'єр-міністра до 19 жовтня 1966 року, коли за результатами виборів уряд очолив Лон Нол.
Після відставки з посту голови уряду обіймав різні міністерські посади, зокрема був міністром внутрішніх справ, міністром культури та релігій. Також він був одним із радників короля. Після перевороту 1970 року та приходу до влади генерала Лон Нола разом з іншими членами королівської родини був заарештований і перебував під вартою. Зник безвісти 1976 року, та, імовірно, був убитий «червоними кхмерами» під час геноциду в Камбоджі 1975—1979 років.

## Родина
Був одружений. Мав 6 синів і 2 дочок.